# John Paxson
John Paxson (Nacido el 29 de septiembre de 1960 en Dayton, Ohio), también conocido como Johnny Paxson, es un exjugador de baloncesto estadounidense, que en la actualidad desempeña las funciones de vicepresidente ejecutivo del equipo de los Chicago Bulls. Jugaba de base, con su 1,88 de altura. Es hijo de Jim Paxson Sr., que jugó en la liga profesional en la década de los 50, y hermano de Jim Paxson, también exjugador de la NBA.

## Trayectoria deportiva

### Universidad
Jugó durante 4 años en la Universidad de Notre Dame, batiendo en su segunda temporada el récord de asistencias de su equipo, con un total de 138. Durante esa trayectoria, promedió 12,2 puntos y 3,7 asistencias por partido.

### Profesional
Fue elegido por los San Antonio Spurs en la primera ronda del draft de 1983, en el puesto 19. En sus dos temporadas en Texas apenas disfrutó de minutos de juego, acabando con unos pobres promedios de 4,9 puntos y 2,9 asistencias. Se convirtió en agente libre, y fichó por los Chicago Bulls, entonces liderados por el gran Michael Jordan, ganándose poco a poco el puesto de titular del equipo, elevando sus estadísticas a casi 10 puntos y 5 asistencias por encuentro, y consiguiendo ganar los 3 primeros anillos de campeón que obtuvieron los Bulls.
Es bien conocido por su participación en las finales de 1993. En el sexto partido, disputado en la ciudad de Phoenix contra los Suns, su equipo perdía por dos puntos, y, a falta de 3 segundos, anotó un triple que dio la victoria y el campeonato a Chicago.
Se retiró en 1994, habiendo promediado a lo largo de sus 11 años de carrera 7,2 puntos y 3,6 asistencias.

## Estadísticas de su carrera en la NBA
|  | Campeón de la NBA |

### Temporada regular
| Año     | Equipo      | PJ  | PT  | MPP  | %TC  | %3P  | %TL  | RPP | APP | ROB | TPP | PPP  |
| ------- | ----------- | --- | --- | ---- | ---- | ---- | ---- | --- | --- | --- | --- | ---- |
| 1983-84 | San Antonio | 49  | 0   | 9.3  | .445 | .182 | .615 | 0.7 | 3.0 | 0.2 | 0.0 | 2.9  |
| 1984-85 | San Antonio | 78  | 1   | 16.1 | .509 | .294 | .840 | 0.9 | 2.8 | 0.6 | 0.0 | 6.2  |
| 1985-86 | Chicago     | 75  | 3   | 20.9 | .466 | .300 | .804 | 1.3 | 3.7 | 0.7 | 0.0 | 5.3  |
| 1986-87 | Chicago     | 82  | 64  | 32.8 | .487 | .371 | .809 | 1.7 | 5.7 | 0.8 | 0.1 | 11.3 |
| 1987-88 | Chicago     | 81  | 30  | 23.3 | .493 | .347 | .733 | 1.3 | 3.7 | 0.6 | 0.0 | 7.9  |
| 1988-89 | Chicago     | 78  | 20  | 22.3 | .480 | .331 | .861 | 1.2 | 3.9 | 0.7 | 0.1 | 7.3  |
| 1989-90 | Chicago     | 82  | 82  | 28.8 | .516 | .359 | .824 | 1.5 | 4.1 | 1.0 | 0.1 | 10.0 |
| 1990-91 | Chicago     | 82  | 82  | 24.0 | .548 | .438 | .829 | 1.1 | 3.6 | 0.8 | 0.0 | 8.7  |
| 1991-92 | Chicago     | 79  | 79  | 24.6 | .528 | .273 | .784 | 1.2 | 3.1 | 0.6 | 0.1 | 7.0  |
| 1992-93 | Chicago     | 59  | 8   | 17.5 | .451 | .463 | .850 | 0.8 | 2.3 | 0.6 | 0.0 | 4.2  |
| 1993-94 | Chicago     | 27  | 0   | 12.7 | .441 | .409 | .500 | 0.7 | 1.2 | 0.3 | 0.1 | 2.6  |
| Total   | Total       | 772 | 369 | 22.4 | .499 | .355 | .804 | 1.2 | 3.6 | 0.7 | 0.1 | 7.2  |

### Playoffs
| Año   | Equipo      | PJ  | PT | MPP  | %TC  | %3P   | %TL    | RPP | APP | ROB | TPP | PPP  |
| ----- | ----------- | --- | -- | ---- | ---- | ----- | ------ | --- | --- | --- | --- | ---- |
| 1985  | San Antonio | 5   | 0  | 22.8 | .500 | .222  | .778   | 1.0 | 4.2 | 1.0 | 0.0 | 10.2 |
| 1986  | Chicago     | 3   | 0  | 26.7 | .467 | –     | .765   | 0.0 | 1.7 | 1.0 | 0.0 | 9.0  |
| 1987  | Chicago     | 3   | 3  | 29.0 | .500 | .429  | 1.000  | 1.0 | 3.7 | 0.7 | 0.0 | 8.7  |
| 1988  | Chicago     | 10  | 0  | 16.5 | .377 | .167  | 1.000  | 0.4 | 3.0 | 0.1 | 0.1 | 4.6  |
| 1989  | Chicago     | 16  | 0  | 18.9 | .474 | .263  | .875   | 0.6 | 2.1 | 0.8 | 0.0 | 5.8  |
| 1990  | Chicago     | 15  | 15 | 26.3 | .425 | .444  | 1.000* | 1.5 | 3.6 | 0.6 | 0.0 | 6.1  |
| 1991  | Chicago     | 17  | 17 | 28.6 | .530 | .143  | 1.000* | 1.4 | 3.1 | 0.6 | 0.0 | 8.2  |
| 1992  | Chicago     | 22  | 22 | 27.2 | .525 | .444  | .842   | 1.0 | 2.8 | 0.6 | 0.0 | 7.9  |
| 1993  | Chicago     | 19  | 0  | 17.4 | .583 | .625* | .727   | 1.0 | 1.7 | 0.3 | 0.1 | 4.9  |
| 1994  | Chicago     | 9   | 0  | 6.4  | .429 | .000  | –      | 0.1 | 0.6 | 0.2 | 0.0 | 0.7  |
| Total | Total       | 119 | 57 | 22.0 | .494 | .369  | .867   | 0.9 | 2.6 | 0.5 | 0.0 | 6.3  |